# Моленланден
Моленланден (нід. Molenlanden) — муніципалітет у Нідерландах, у провінції Південна Голландія.

## Населення
Станом на 31 січня 2022 року населення муніципалітету становило 44660 осіб. Виходячи з площі муніципалітету 181,73 кв. км., станом на 31 січня 2022 року густота населення становила 246 осіб/кв. км.
За даними на 1 січня 2020 року 7,0%  мешканців муніципалітету мають емігрантське походження, у тому числі 4,0%  походили із західних країн, та 2,9%  — інших країн.

## Населені пункти муніципалітету
Міста
- Аркел
- Блескенсграф
- Гіссен-Аудекерк
- Гіссенбург
- Горнар
- Грот-Аммерс
- Лангерак
- Норделос
- Ню-Леккерланд
- Нюпорт
- Стрефкерк

Села
- Ауд-Алблас
- Брандвейк
- Вейнгарден
- Гаудріан
- Гейбеланд
- Гогблокланд
- Кіндердейк
- Моленарсграф
- Оттоланд
- Схеллейнен

Селища
- Вал
- Вейлендам
- Гелкенес
- Гофвеген
- Графланд
- Де-Донк
- Койвейк
- Лісвелд